# Amsterdam-Zuid
Amsterdam-Zuid (deutsch Amsterdam-Süd) ist ein Stadtbezirk in der Gemeinde Amsterdam (Provinz Nordholland) mit einer Einwohnerzahl von 149.000 auf einer Grundfläche von 17,41 km² (Stand: 1. Januar 2024).

## Geschichte
Nach 1875 kamen bei der Stadterweiterung neue Stadtviertel hinzu, De Pijp, Dapperbuurt, Kinkerbuurt und Staatsliedenbuurt. Der südliche Teil von Amsterdam wurde in den Jahren 1920 bis 1940 angelegt nach dem „Plan Zuid“ (deutsch Plan Süd), und teilweise im Stil der Amsterdamer Schule (niederländisch Amsterdamse School) gebaut.
Im Westen wird Amsterdam Zuid begrenzt durch den Vondelpark, dem Industriegebiet „Schinkel“, im Osten durch die Amstel und im Süden durch die „Kalfeslaan“. Der niederländische Architekt Hendrik Petrus Berlage stellte 1917 den „Plan Zuid“ vor, unter anderem für breitere Straßen und Appartementhäuser für die Mittelschicht. Nach der Fusion der Stadtviertel De Pijp und Zuid entstand 1998 der Stadtbezirk Amsterdam Oud-Zuid (deutsch Alt-Süd, heute ein Stadtviertel). In Süd befindet sich der Durchgangsbahnhof Amsterdam Zuid sowie die „Maarten Luther Kerk“ (deutsch Martin Luther Kirche) aus 1937. Berlage war bei der Aufstellung des Planes Zuid der Meinung, dass Plätze (niederländisch Plein) mit Kirchen als Ausgangsposition und Markierungspunkt gelten sollten, „Een Plein zonder openbaar gebouw is geen plein“ (deutsch „Ein Platz ohne öffentliches Gebäude ist kein Platz“).
In Amsterdam Zuid wurde im Amstelpark 1972 die Garten- und Landbauausstellung Floriade gehalten. Eine Straße wurde nach dem niederländischen Komponisten Johannes Verhulst benannt.

## Stadtviertel
Für weitere Stadt- beziehungsweise Wohnviertel siehe:
- Stadionbuurt
- Apollobuurt
- Buitenveldert
- Zuideramstel

### Diamantbuurt

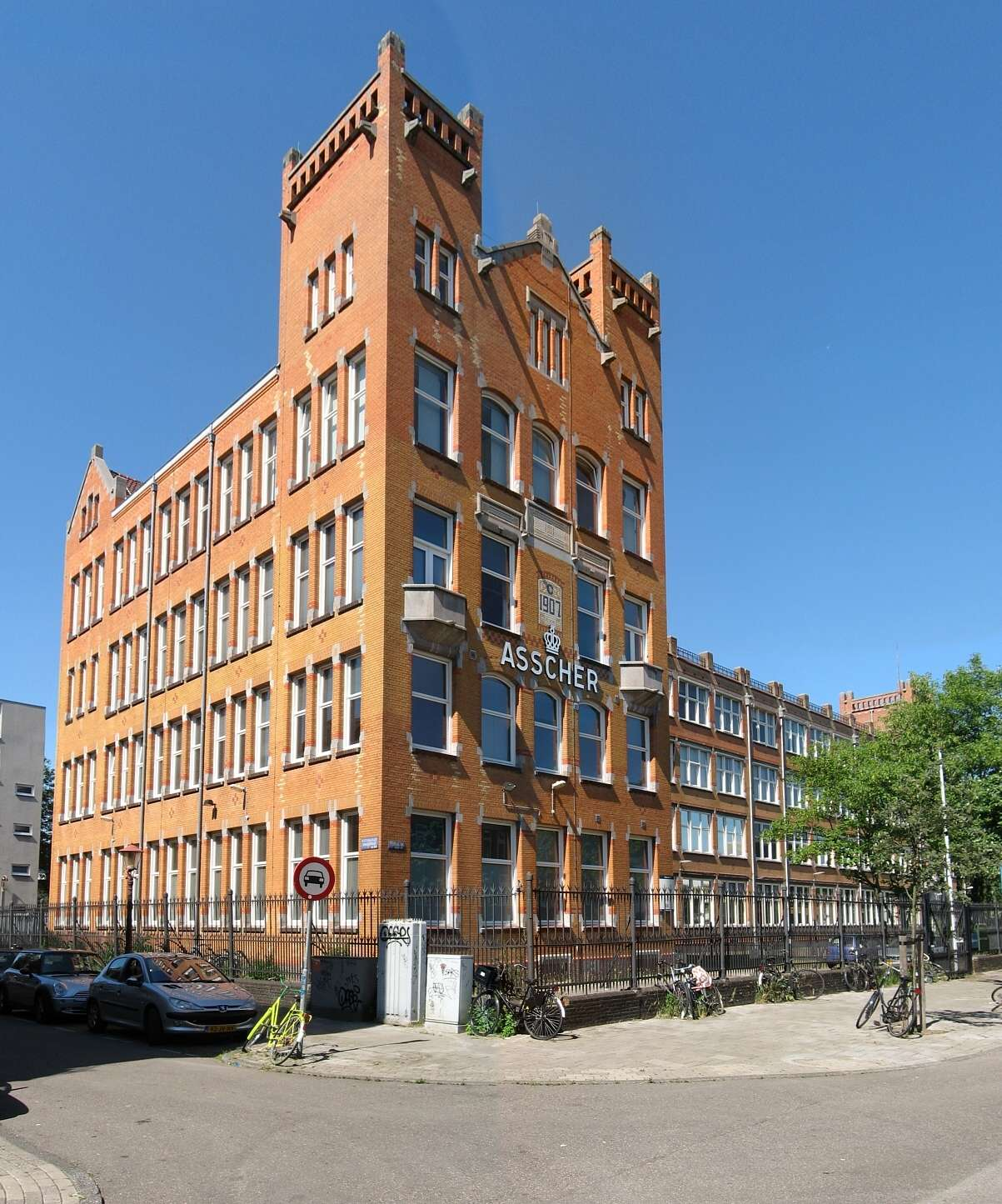
Diamantschleiferei Asscher in Amsterdam.

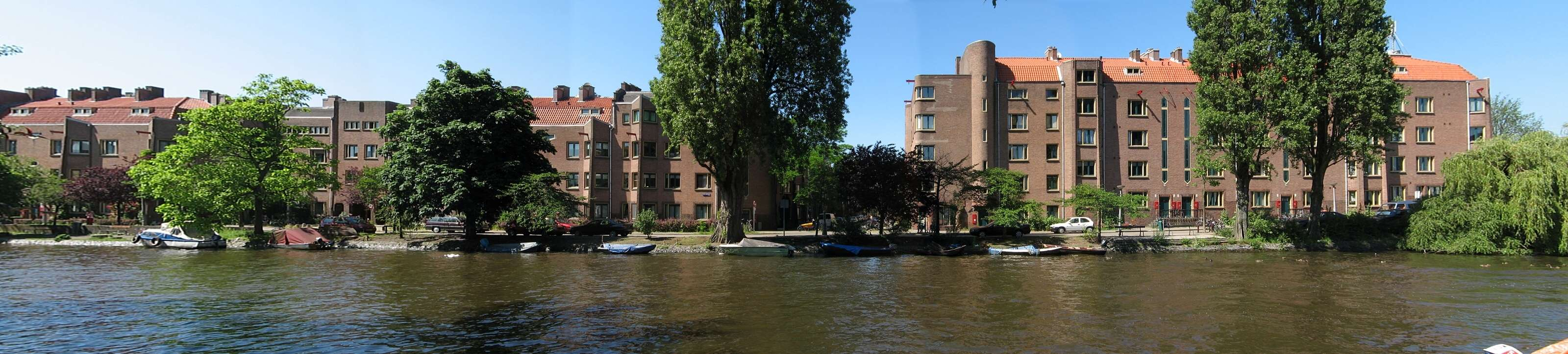
Diamantbuurt Südseite

Die Diamantbuurt, mit 3.135 Einwohnern (Stand: 1. Januar 2017),
ist ein heute ein Stadtviertel in Amsterdam Zuid und bekannt wegen einer großen Anzahl Diamantenschleifer die im 19. Jahrhundert dort wohnten und arbeiteten.
Das Viertel wurde in den 1930er Jahren im Stil der Amsterdamer Schule gebaut und die älteren Häuser in den 1980er Jahren gründlich renoviert. Am Ende der Diamantstraat (deutsch Diamantstraße) steht das eindrucksvolle Gebäude der Diamantschleiferei Asscher, wo der größte Diamant der Welt, der Cullinan-Diamant, geschliffen wurde. Die Geschichte von Amsterdam als „Diamantstadt“ begann 1586 und wird im Diamant Museum Amsterdam (mit einer Million Besucher im Jahr) ausgestellt. Viele Straßen im Viertel haben den Namen von Edelsteinen: Robin-, Saffier-, Smaragd-, Topas- und Diamantstraat.

### Duivelseiland
Das Nachbarschaftsviertel Duivelseiland (deutsch Teufelsinsel) gehört zum Museumskwartier und anders als der Name vermuten lässt ist es keine „Insel“, da es nicht mit Wasser umgeben ist. Die Grundfläche betrug 6,15 Hektar mit 1.375 Einwohnern (Stand: 1. Januar 2017). Duivelseiland ist das kleinste Wohnviertel von Amsterdam Süd und wurde im 19. Jahrhundert nach der Teufelsinsel (bei Französisch-Guayana) genannt.

### Hoofddorppleinbuurt
Das Wohnviertel wurde in den 1920er Jahren nach dem „Plan West“ angelegt und gehörte früher zur damaligen Gemeinde Sloten. Seit 1927 ist sie durch die Zeilbrug mit dem Amstelveenseweg verbunden, die Straßennamen sind oftmals nach Malern aus dem 19. Jahrhundert benannt. 1990 wurde das Viertel Teil von Amsterdam Süd und ist hauptsächlich eine Wohngegend mit wenigen Betrieben und anderen Einrichtungen. 2017 hatte das Viertel rund 11.845 Einwohner auf einer Grundfläche von 96,71 Hektar.

### Museumkwartier
Der Name des Museumkwartiers bezieht sich auf die in dem Viertel befindlichen Museen: Rijksmuseum, Van Gogh Museum und das Stedelijk Museum. Auch wird im Volksmund der Name Concertgebouwbuurt gebraucht da das bekannte Concertgebouw ebenfalls in dem Viertel liegt. Bekannte Einkaufsstraßen sind die P.C. Hooftstraat, Van Baerlestraat und die Cornelius Schuytstraat. Die vielfach im Jugendstil gebauten Häuser wurden nach 1906 gebaut, wobei der Straßenplan von 1902 nach dem Entwurf von P.J.H. Cuypers aus 1891 beibehalten wurde. Auf einer Grundfläche von 138,55 Hektar wohnten am 1. Januar 2017 12.840 Einwohner im Viertel das durch die Straßenbahnen Nr. 2, 3, 5, 12, 16 und 24 durchzogen wird.

### Prinses Irenebuurt
Das in den 1950er und 1960er Jahren gebaute Wohnviertel Zandland wurde 1953 nach der Prinses Irenestraat, die quer durch den Stadtteil verläuft, in Prinses Irenebuurt umbenannt. (Prinses Irene, eine Tochter der niederländischen Königin Juliana). Zwischen 1998 und 2010 war die Prinses Irenebuurt zusammen mit Buitenveldert und der Rivierenbuurt Teil des Stadtviertels Zuideramstel. Im Januar 2017 wohnten 1.310 Menschen dort. 1975 wurde die heutige Fußgänger- und Fahrradbrücke über den „Zuider Amstelkanaal“ angelegt. Seit 1978 fährt hier die Straßenbahn Nr. 5.

### Schinkelbuurt

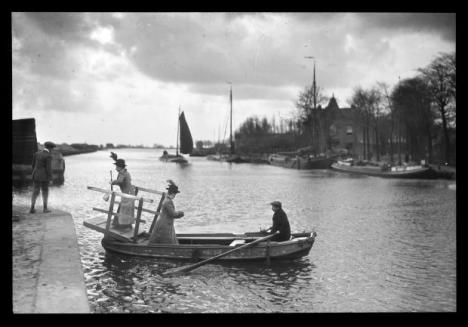
Schinkel circa 1900.

Das Viertel hatte eine Einwohneranzahl von 3.835 Personen (Stand: 1. Januar 2017) auf einer Grundfläche von 35 Hektar und wird begrenzt durch den Amstelveenseweg, die Stadiongracht und Schinkelkade.
Das Schinkelviertel wird unterteilt in Schinkelbuurt Nord, Süd und Bertelmanpleinbuurt und wird Amsterdam Oud-Zuid zugeteilt. Im Mittelalter war bereits ein kleines Viertel am Beginn des Amstelveenseweges bei dem Fluss Schinkel entstanden und wurde auch Dubbele Buurt („Doppeltes Viertel“) genannt, weil das Gebiet im Osten vom Schinkel bis 1896 zur damaligen Gemeinde „Nieuwer Amstel“ und später zur Gemeinde Amsterdam gehörte, während das Gebiet westlich von Schinkel bis 1921 zu der früheren Gemeinde Sloten gehörte.

### Willemspark
Die Willemsparkbuurt und der Willempark wurden nach dem König Wilhelm I. (von 1815 bis 1840) genannt. Das frühere Terrain, damals 25 Hektar groß, war um diese Zeit durch Überbevölkerung und übelriechende Kanäle nicht sehr beliebt, was sich erst mit den Straßenbahn- und Busverbindungen änderte. 1882 gewährte die Gemeinde „Nieuwer Amstel“ mit einem Konzessionsvertrag den Bau von Häusern in der Van Eeghenstraat und 1893 wurde die Pferdebahn (niederländisch: paardentramlijn) von der P.C. Hooftstraat nach dem Willemsparkweg in Betrieb genommen. 1903 fuhr dann die elektrische Straßenbahn Nr. 2, die auch heute noch dort fährt. Auf einer Grundfläche von 70,10 Hektar wohnten 5.540 Menschen 2017 in dem Viertel.

## Parkanlagen
Zu Amsterdam Zuid gehören (teils angrenzend) die Parkanlagen: Amstelpark, Amsterdamse Bos, Beatrixpark, Gijsbrecht van Amstelpark, Martin-Luther-Kingpark, Sarphatipark, Schinkeleilanden und der Vondelpark.

## Monumente
- Stedenmaagd ist eine 2,53 Meter hohe und 5 Tonnen schwere Statue, sie steht bei dem Eingang des Vondelparkes an der Stadhouderskade. Sie wurde 1883 von Alexander Linneman (1839–1902) und Friedrich Schierholz (1840–1894) angefertigt. Mittlerweile wurde die Statue durch eine Kopie ersetzt.[5] Die Stedenmaagd wurde im Auftrag der Parkverwaltung angelegt um der „Wereldtentoonstelling van 1883“ (Weltausstellung von 1883) mehr Ansehen zu verleihen.
- Das Monument Indie-Nederland befindet sich auf der Grünanlage bei dem Olympiaplein in Amsterdam Zuid. Ursprünglich war es zu Ehren von Joannes Benedictus van Heutz (1851–1924) aufgestellt. Mittlerweile ist der ehemalige General des Koninklijk Nederlandsch-Indisch Leger (KNIL) (Königlich Niederländische-Indische Armee) wegen Kriegsverbrechen in Aceh umstritten. Aus diesem Grunde wurde das Monument am 31. Januar 2004 umgetauft in „Monument Indië-Nederland“.
- Amsterdam dankt zijn Canadezen. Dieses Monument ist ein Zeichen der Dankbarkeit der Amsterdamer Gemeinde und Einwohner für die Eintausend Soldaten der Kanadischen Streitkräfte, die am 8. Mai 1945 Amsterdam von der nationalsozialistischen Besetzung befreiten.[6]

## Industriegelände

### Industriegebiet Schinkel
Das Gebiet liegt im südlichen Teil der Hoofddorppleinbuurt. Da dieses Industriegelände mit öffentlichen Verkehrsmitteln schlecht erreichbar ist, wurde im Juni 2009 eine extra Buslinie eingesetzt, der Schinkelbus. Er fährt zwischen dem „Bedrijventerrein Schinkel“ und der U–Bahn-Haltestelle (Metro) „Henk Sneevlietweg“.

### Zuidas

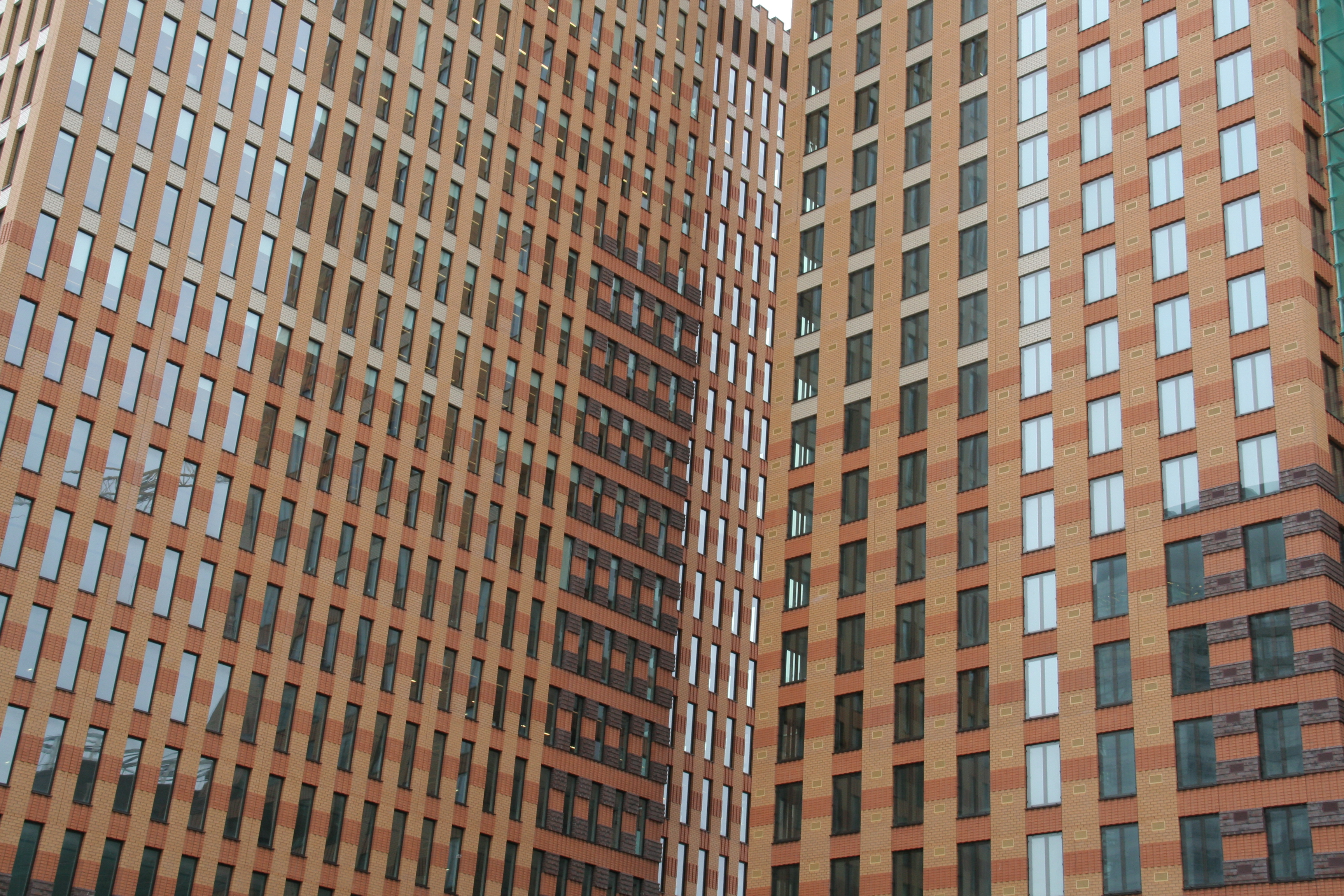
Wolkenkratzer Amsterdam Symphony.

Die Zuidas (deutsch Südachse) ist ein in Entwicklung befindlicher Central Business District (CBD) und liegt zwischen dem Fluss „Schinkel“ und dem Rijksweg 10 mit einer Grundfläche von 225 Hektar die auf 270 Hektar erweitert werden soll.
Zurzeit sind dort die ING Bank und die ABN-AMRO-Bank ansässig sowie die Projekte „Amsterdam Symphony“. Zwei Wolkenkratzer, bestehend aus einem Wohnkomplex mit einer Höhe von 105 Meter, 29 Etagen und einem Bürokomplex mit 27 Etagen und einer Höhe von 97 Meter. Außerdem: das auffällige Hochhaus „The Rock“ des Architekten Erick van Egeraat, „Baker & McKenzie House“, „UN Studio“, „Kempen & Co“, „Drentestaete III“ u. a. Das 1985 fertiggestellte World Trade Center (WTC) wurde 2005 renoviert und erweitert. Rund 200.000 Menschen sollen bis 2030 in der Zuidas täglich anwesend sein, darunter etwa 25.000 Bewohner, 80.000 Arbeitnehmer und Angestellte sowie 30.000 Studenten. In unmittelbarer Nähe liegt der Bahnhof Amsterdam Zuid und eine Metrostation sowie Bus- und Straßenbahnhaltestellen. Der Flughafen Schiphol ist in sechs Autominuten zu erreichen.
Laut den letzten Entwicklungsplanungen aus dem Jahr 2016 sollen bis 2030 ca. 3,4 Mio. Quadratmeter bebaut sein. Davon entfallen ca. 800.000 m² auf Wohnfläche (ca. 7.000 Wohnungen), ca. 1,2 Mio. m² auf Büros und ca. 1,4 Mio. m² auf weitere Einrichtungen. Bis 2016 waren bereits 2,1 Millionen m² gebaut oder im Bau: mehr als 200.000 m² Wohnungen, fast 900.000 m² Büroflächen und fast 1 Million Quadratmeter für weitere Einrichtungen (einschließlich RAI, VU und Amsterdam UMC). 2016 umfasste der noch zu realisierende Teil 300.000 m² Bürofläche, 600.000 m² Wohnbau und 400.000 m² Einrichtungen. Diese indikativen Zahlen berücksichtigen nicht die Ausdehnung des Zuidas-Gebiets.
In diesem Geschäftsviertel hat auch die Europäische Arzneimittel-Agentur (EMA) nach ihrem Brexit-bedingten Umzug aus London ihren offiziellen Sitz und setzte – nach dem übergangsweisen Betrieb im „Spark building“ in Amsterdam Sloterdijk – zum Januar 2020 hier in Amsterdam-Zuid den Betrieb fort.